# Cavendishia caudata
Cavendishia caudata är en ljungväxtart som beskrevs av A. C. Smith. Cavendishia caudata ingår i släktet Cavendishia och familjen ljungväxter. Inga underarter finns listade i Catalogue of Life.